# Paracaesio
Paracaesio is een geslacht van straalvinnige vissen uit de familie van snappers (Lutjanidae). Het geslacht is voor het eerst wetenschappelijk beschreven in 1874 door Bleeker.

## Soorten
- Paracaesio caerulea (Katayama, 1934)
- Paracaesio gonzalesi (Fourmanoir & Rivaton, 1979)
- Paracaesio kusakarii (Abe, 1960)
- Paracaesio paragrapsimodon (Anderson & Kailola, 1992)
- Paracaesio sordida (Abe & Shinohara, 1962)
- Paracaesio stonei (Raj & Seeto, 1983)
- Paracaesio waltervadi (Anderson & Collette, 1992)
- Paracaesio xanthura (Bleeker, 1869)